# Travis Parrott
Travis Parrott (n. 16 de agosto de 1980 en Portland, Oregón, Estados Unidos) es un jugador de tenis profesional que se destaca por sobre todo en la modalidad de dobles, en la que consiguió 3 títulos de ATP y el US Open 2009.

## Torneos de Grand Slam

### Campeón Dobles Mixto (1)
| Año  | Torneo  | Pareja           | Oponentes en la final   | Resultado |
| 2009 | US Open | Carly Gullickson | Cara Black Leander Paes | 6-2 6-4   |

## Títulos (3; 0+3)

### Dobles (3)
| Leyenda                |
| Grand Slam (0)         |
| Tennis Masters Cup (0) |
| ATP Masters Series (0) |
| ATP Tour (3)           |

| N.º | Fecha                 | Torneo          | Superficie | Pareja                | Oponentes en la final            | Resultado       |
| --- | --------------------- | --------------- | ---------- | --------------------- | -------------------------------- | --------------- |
| 1.  | 3 de agosto de 2003   | Los Ángeles     | Dura       | Jan-Michael Gambill   | Joshua Eagle Sjeng Schalken      | 6-4 3-6 7-5     |
| 2.  | 29 de julio de 2007   | Indianápolis    | Dura       | Juan Martín Del Potro | Teimuraz Gabashvili Ivo Karlović | 3-6 6-2 10-6    |
| 3.  | 26 de octubre de 2008 | San Petersburgo | Dura       | Filip Polášek         | Rohan Bopanna Max Mirnyi         | 3-6 7-6(4) 10-8 |

### Finalista en dobles (6)
- 2004: Washington (junto a Dmitry Tursunov pierden ante Chris Haggard y Robbie Koenig)
- 2005: Newport (junto a Graydon Oliver pierden ante Jordan Kerr y Jim Thomas)
- 2008: Valencia (junto a Filip Polášek pierden ante Juan Mónaco y Máximo González)
- 2008: Los Ángeles (junto a Dušan Vemić pierden ante Rohan Bopanna y Eric Butorac)
- 2009: Memphis (junto a Filip Polášek pierden ante Mardy Fish y Mark Knowles)
- 2009: Eastbourne (junto a Filip Polášek pierden ante Mariusz Fyrstenberg y Marcin Matkowski)